# 興亜海運
興亜海運（フンアかいうん、ヒュンアかいうん、こうあかいうん, HEUNG-A Shipping Co., Ltd.）は、韓国の海運会社である。本社はソウル市。
日韓航路で最初にフルコンテナ船を導入した韓国の海運会社で、かつては主に日本の地方重要港湾と釜山港を結ぶ日韓定期コンテナ航路を開設し、トランシップ・サービスで世界各地の中国・東南アジア・北米･欧州などの港を結んでいた。
2019年に行われた業界再編により採算性の低いコンテナ部門を興亜LINEとして分離し、同業の長錦商船（SINOKOR)へ譲渡した。このため現在はタンカーを主力とする在来船専業船社である。
日本での総代理店は三栄海運であったが、コンテナ部門については長錦商船の日本総代理店であるシノコー成本へ変更された。ブランド自体は興亜LINEとして継続している。

## 沿革
- 1961年　創業。
- 1973年　日本航路へ参入。
- 2019年   韓国政府主導の海運業界再編により、コンテナ部門を興亜LINE（HEUNG-A LINE)として分離。以降、コンテナ部門は同業の長錦商船（SINOKOR)へ統合される[1]。以降、在来船専業となる。
- 2020年3月10日、業績悪化によりワークアウト（企業改善作業）を申請[2]。

## 事故
- 1994年 9月5日	愛媛県 来島海峡　貨物船「グロリア」号、貨物船「興栄丸」に衝突。
- 1995年 8月14日	岡山県水島港港内航路　ケミカルタンカー「ウルサン・パイオニア」号、油送船「鶴藤丸」に衝突。
- 1998年 9月9日	福岡県沖ノ島北方沖合　貨物船「フンア・トウキョウ」号、漁船 「第３８對東丸」に衝突。
- 2000年 6月22日	愛媛県 松山港　「フン・ア・ジュピター」号、第11金山丸に衝突。両船とも損壊。
- 2002年 5月5日	伊予灘北西部 貨物船「ポパン　パイオニア」号、押船「三ッ子丸」とバージ「ちゃぱりと」に衝突。
- 2002年 8月23日　山口県 周防灘　「フン・ア・バンコク」号、小型底引き網漁船「生福丸」に衝突。「生福丸」船長が死亡。
- 2002年 11月10日　新潟県 粟島　「フン・ア・ウルサン」号、コンテナ流出事故。船長は玄界灘海難事故の船長
- 2003年 7月2日	福岡県 玄界灘　「フン・ア・ジュピター」号、第18光洋丸に衝突。死者７名、重軽傷７名。玄界灘海難事故
- 2003年 9月19日	福岡県　玄界灘「マサン・パイオニア」号、停泊中の「第２悠久丸」に衝突。
- 2004年 11月8日	兵庫県 播磨灘「ヒュン・ア・バンコク」号操業中の小型漁船「福章丸」に衝突。1名死亡。
- 2021年 5月28日	愛媛県 来島海峡「ウルサン・パイオニア」号、操業中の自動車運搬船「白虎」に衝突（白虎沈没事故）。3名死亡、

## 日本での事業

### 日本航路の沿革

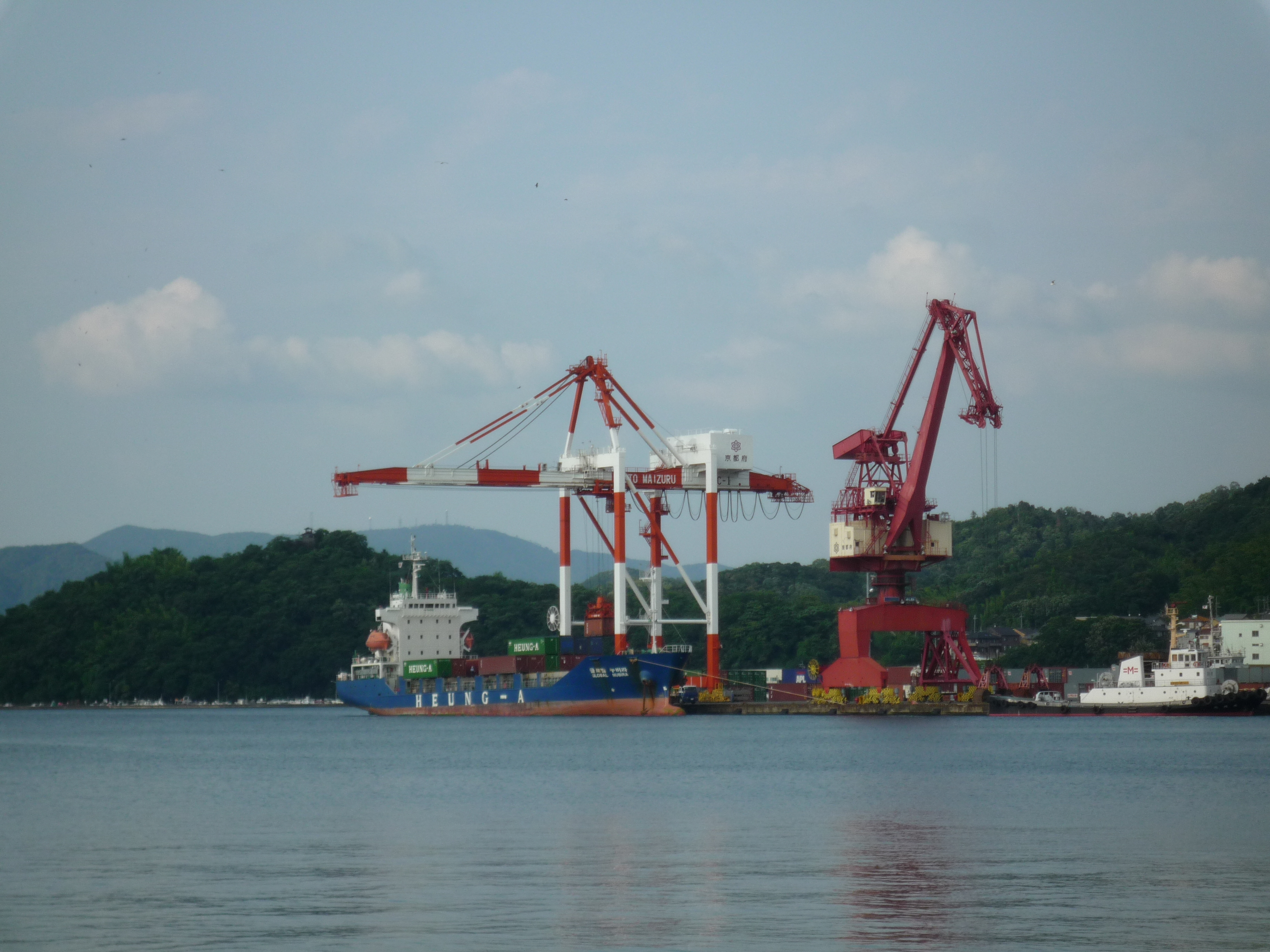
舞鶴港で荷役作業中の興亜海運
（日本通運舞鶴海運支店による）

- 1973年  日韓航路に参入。大阪港・神戸港に寄港。
- 1976年　横浜港に寄港開始。
- 1978年　東京港・門司港に寄港開始。
- 1986年　名古屋港・博多港・徳山港に寄港開始。
- 1990年　瀬戸内海航路に参入。広島港に寄港開始。
- 1992年　今治港に寄港開始。
- 1994年　日本海航路に参入。舞鶴港・敦賀港・新潟港寄港開始。
- 1995年　富山港・金沢港・四日市港・秋田港に寄港開始。
- 1997年　伊万里港・高松港・清水港に寄港開始。
- 1998年　高知港に寄港開始。
- 1999年　水島港・八代港に寄港開始。
- 2001年　仙台港・直江津港・和歌山港・豊橋港に寄港開始。
- 2002年　福山港・志布志港に寄港開始。
- 2003年　岩国港に寄港開始。
- 2004年　薩摩川内港に寄港開始。
- 2005年　境港に寄港開始。
- 2006年　三池港に寄港開始。
- 2007年　大船渡港に寄港開始。
- 2009年　志布志港に寄港再開。
- 2019年　コンテナ船の事業を譲渡し撤退。以降、在来船の不定期寄港のみとなる。

### かつての寄港地

#### 北海道
- 石狩港
- 苫小牧港

#### 東北
- 秋田港
- 新潟港
- 大船渡港
- 仙台港
- 小浜名港

#### 関東
- 東京港
- 横浜港

#### 中部
- 清水港
- 名古屋港
- 四日市港
- 伏木富山港
- 金沢港
- 敦賀港

#### 近畿
- 舞鶴港
- 大阪港
- 神戸港

#### 中国
- 境港
- 岩国港
- 水島港
- 福山港
- 広島港
- 徳山港

#### 四国
- 徳島港
- 高松港
- 高知港
- 今治港
- 松山港
- 伊予三島港

#### 九州
- 門司港
- 博多港
- 伊万里港
- 八代港
- 三池港
- 薩摩川内港
- 志布志港

### 営業拠点
- 東京事務所（東京都中央区）
- 大阪事務所（大阪市中央区）
- 九州事務所（北九州市小倉北区）